# Neukamperfehn
Neukamperfehn is een Duitse gemeente in de Landkreis Leer. Neukamperfehn maakt tevens deel uit van de Samtgemeinde Hesel.
De deelstaat waar het in ligt is Nedersaksen.
De oppervlakte is 6,27 km² en telt 1.779 inwoners.
- Gemeinsame Normdatei: 113575182X
- Virtual International Authority File: 6282149844963702960009

Hoofdstad: Leer
Overige eenheidsgemeenten: Borkum · Bunde · Jemgum (Jemmingen) · Moormerland · Ostrhauderfehn · Rhauderfehn · Uplengen · Weener · Westoverledingen
Samtgemeinden: Samtgemeinde Hesel · Samtgemeinde Jümme
Gemeenten: Brinkum · Detern · Filsum (hoofdplaats Samtgemeinde Jümme) · Firrel · Hesel (hoofdplaats Samtgemeinde Hesel) · Holtland · Neukamperfehn · Nortmoor · Schwerinsdorf
Gemeentevrij gebied: Lütje Hörn (onbewoond eiland, 0,31 km²)